# 3 Musketeers
3 Musketeers è un film del 2011 diretto da Cole S. McKay.

## Trama
La leggendaria unità Black Ops intitolata 3 Musketeers tentano di salvare un aereo passeggeri che viene abbattuto sulla Corea del Nord. Riescono a malapena a salvarsi la vita prima che la recluta dei servizi segreti Alexandra D'Artagnan venga inviata per indagare sul colpo di stato del governo e venga il loro aiuto.
Ambientato negli Stati Uniti del futuro, D'Artagnan scopre un generale corrotto e i suoi piani per assassinare il presidente degli Stati Uniti. C'è un piano per istigare un colpo di stato del governo al fine di installare un regime militare, quindi D'Artagnan e le altre tre spie internazionali lavorano insieme per fermare la minaccia.